# Fons Vitae Lyceum
Het Fons Vitae Lyceum is een school voor voortgezet onderwijs in Amsterdam.

## Geschiedenis
De school is in 1914 opgericht door de Zusters Franciscanessen van Heythuysen, oorspronkelijk als rooms-katholieke meisjesschool. Het was de eerste rooms-katholieke HBS voor meisjes in Nederland, er was in die tijd alleen een RK gymnasium voor meisjes in Venray. De school was gevestigd aan de Vondelstraat 35. Omdat de meisjes uit alle delen van het land kwamen was er een internaat aan verbonden.
In 1925 verhuisde de school naar de Reijnier Vinkeleskade, in een gebouw ontworpen door Petrus Bernardus Maria Hendrix, ook met internaat. De school breidde zich uit met de opleiding MMS en gymnasium.
In 1964 had de school 860 leerlingen.
Door strubbelingen rondom de modernisering van het katholicisme ontstonden conflicten tussen de schoolleiding en ten minste twee docenten moesten vertrekken, pater E. Verheijden SJ in mei 1966 en pater Vrijburg in augustus van dat jaar. Tevens verliet een leraar klassieke talen om die reden de school. In 1968 kwam er als eerste een leek als rector, Ben van Gessel.
Sinds 1968 is het lyceum een gemengde school. Bij de invoering van de mammoetwet werd de school een combinatie van Havo en Lyceum.
In 1980 namen de laatste drie zusters Franciscanessen afscheid als docenten van het Fons Vitae. Het schoolgebouw aan de Reijnier Vinkeleskade dateert uit 1924. De naam  Fons Vitae is in 1948 aan de school gegeven als resultaat van een prijsvraag gewonnen door de rectrix (die de prijsvraag had uitgeschreven). Voor die tijd heette de school: Rooms Katholiek Lyceum voor meisjes toegewijd aan het Heilig Hart.

### Brand en Renovatie
Op 27 juni 2017 liep het schoolgebouw aan de Reijnier Vinkeleskade grote schade op bij een brand die was ontstaan in een dakgoot bij renovatiewerkzaamheden. Als gevolg van de brand was het hoofdgebouw onbruikbaar geworden voor onderwijs, en het voornaamste deel van de lessen werd tijdens de renovatie gehouden in het oude gebouw van de Kweekschool voor de Detailhandel aan de Mr. Treublaan.
Bij de grootschalige renovatie is het schoolgebouw verduurzaamd, zo is het gebouw aardgasvrij gemaakt en is er een warmtepomp geïnstalleerd. In de zwaarbeschadigde noordgevel is bij de renovatie veel glas gebruikt, terwijl de zuidelijke gevel zo veel mogelijk in originele staat is behouden. De school werd op 7 februari 2020 officieel heropend door wethouder van Onderwijs Marjolein Moorman.

## Rectoren
- 1914-1942 Zr. Xaveriana Mohr
- 1942-1951 Zr. Rosalie van den Biggelaar
- 1951-1953 Zr. Christiana Liedmeier
- 1954-1968 Zr. Cherubine Snijders[2]
- 1968-1996 Ben van Gessel
- 1996-2002 Jan Stekelenburg
- 2002-2010 Petra Verhoeckx
- 2010-2013 Tonny Holtrust
- 2013-2020 David Asser
- 2020-2023 Simone de Kruijk
- 2023-... Jeroen Oomen

## Wetenswaardigheden
- De naam van de school betekent in het Latijn "Bron van het leven".
- Sportcommentator Jan Stekelenburg was hier rector van 1996 tot 2002.
- Voormalig Tweede Kamerlid Ton de Kok was sinds 2004 docent levensbeschouwing aan het Fons Vitae.[9]
- Eveneens aan de Reijnier Vinkeleskade bevond zich het Gemeentelijk Lyceum voor Meisjes, dat begin jaren 70 van de twintigste eeuw werd opgeheven.[10]